# Gioan Tông đồ
Thánh Gioan hay Gioan Tông đồ (tiếng Aramaic: ܝܘܚܢܢ ܫܠܝܚܐ Yohanan Shliha; tiếng Hebrew: יוחנן בן זבדי Yohanan ben Zavdi; tiếng Hy Lạp: Ἰωάννης; tiếng Latinh: Ioannes; trong tiếng Anh là John the Apostle, sống vào khoảng 6-100 CN) theo Tân Ước là một trong mười hai tông đồ của Chúa Giêsu.

## Lịch sử

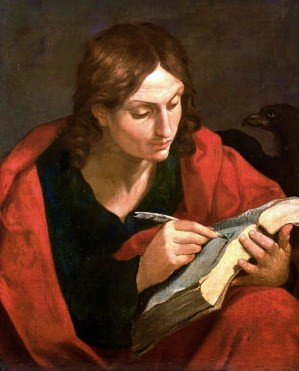
Thánh Gioan Tông đồ, tranh của Guido Reni.

Gioan là con của ông Dêbêđê và bà Salome, anh trai của Gioan là Giacôbê, cũng thuộc nhóm mười hai này. Truyền thống Kitô giáo cho rằng Gioan sống lâu hơn các tông đồ còn lại và rằng ông là người duy nhất qua đời tự nhiên chứ không phải tử đạo như những người còn lại. Thời sơ kỳ Kitô giáo, các giáo phụ có quan điểm cho rằng Gioan Tông đồ, Gioan viết Phúc Âm, Gioan viết sách Khải Huyền, Gioan tư tế và người môn đệ Chúa yêu quý đều là một người. Mặc dù các nhà thần học hiện đại và học giả Kinh Thánh không đồng thuận về quan điểm này. Truyền thống của hầu hết các nhánh Kitô giáo đều cho rằng Gioan Tông đồ là tác giả của nhiều cuốn sách trong Tân Ước.
Kitô giáo ghi nhận Gioan có một vị trí nổi bật trong số các tông đồ. Cùng với Phêrô và Giacôbê, Gioan là nhân chứng trong việc Giêsu cho con gái ông Jairus sống lại (Mark 5:37), Giêsu biến hình (Mt 17:1) và  trong Vườn Cây Dầu (Gethsemane) (Mt 26:37). Ông và Phêrô đã được sai vào thành phố để thực hiện các việc chuẩn bị cho bữa ăn tối cuối cùng (Lc 22:8). Trong bữa ăn, ông được ngồi bên cạnh và ngả đầu vào ngực Giêsu (John 13:23-25). Gioan cũng là môn đệ duy nhất đứng dưới chân thập giá trên đồi Calvary cùng với Maria và các phụ nữ khác. Ông cũng đã đón Maria về chăm sóc theo như lời trối của Giêsu (John 19:25-27).
Theo Kinh Thánh, trong sự kiện Phục sinh, Gioan và Phêrô là hai người chạy về hướng lăng mộ và chính ông là người đầu tiên tin rằng Giêsu thực sự đã sống lại (John 20:2-10). Nhiều đoạn trong Tân Ước gọi Gioan là "người môn đệ được Chúa yêu quý".
Sau khi nhận lấy Chúa Thánh Thần trong dịp lễ Ngũ Tuần, Gioan ở lại Giêrusalem, người ta nghĩ rằng, Ngài sống với Đức Trinh nữ. Ngày kia, Ngài cùng với thánh Phêrô vào đền thờ cầu nguyện. Một người què xin bố thí, các tông đồ đã chữa lành anh ta (Cv 3,1-8). Các thủ lãnh bắt giam các Ngài, cấm không được rao truyền danh Chúa Giêsu, các tông đồ đã trả lời: "Chúng tôi phải vâng lời Thiên Chúa hơn là loài người " (Cv 4,1-20). Một lần khác, Gioan bị bắt và bị đánh đòn, Ngài hãnh diện khi thấy mình được chịu đau khổ vì Chúa Kitô.
Gioan sống rất thọ và trải qua nhiều thử thách gian khổ. Những người chung quanh không biết Chúa Kitô bớt lần. Chắc hắn Ngài sống ở Antiokia rồi ở Ephêssô. Hoàng đế Domitianô đã truyền bách hại các Kitô hữu. Từ đây, tường thuật không có mấy giá trị lịch sử. Sử sách kể lại rằng, khi biết còn một môn đệ chót của Chúa Giêsu sống và giảng dạy ở Á Châu, ông truyền đem về Roma để kết án tử. Người ta đánh đòn Ngài rồi dẫn tới cửa La-tinh và dìm vào vạc dầu sôi. Thật lạ lùng, Ngài đi ra không hề hấn gì. Quan án xúc động không dám hành hạ Ngài nữa và truyền đày ải ở đảo Patnmô. Vị tông đồ rao giảng Tin Mừng và rửa tội cho dân trên đảo. Chính ở đây mà Ngài có được thị kiến và lãnh mệnh lệnh ghi lại trong sách "Khải huyền". Những cao siêu mà vị tông đồ vươn tới, đã làm cho Ngài được ví như cánh chim phượng hoàng bay bổng trên trời cao. Dầu vậy, có thể sách Khải huyền đã cho một môn đệ của Gioan viết.
Khi hoàng đế bằng hà, những người bị lưu đày được gọi trở về, và Gioan trở lại Ephêsô. Một kỷ niệm cảm động liên quan tới những chuyến hành trình của Ngài. Trong một cuộc du hành, Ngài đã rửa tội cho một thiếu niên, rồi trao phó cho vị giám mục sở tại. Nhưng khi trở về, Ngài được vị giám mục buồn sầu cho biết rằng con trẻ này đã thành kẻ cướp. Lập tức, dầu già nua, Gioan đã và cỡi ngựa đi tìm đứa con.
Khi thấy Ngài, người đó chạy trốn. Vị tông đồ đuổi theo và khuyên nhủ: - "Con ơi, tại sao con chạy trốn cha già không có khí giới ? Còn hy vọng được cứu rỗi, cha sẽ vui lòng chết cho con như Chúa Giêsu sai cha đến với con".
Tên cướp xúc động ngừng lại, bởi khí giới: chàng khóc trong tay cha già đang ôm chặt chàng vào lòng và dẫn chàng về với Giáo hội.

## Ảnh hưởng
Gioan trở thành ánh sáng vùng Tiểu á, đến lúc đó Ngài vẫn lớn tiếng giảng dạy, nhưng những lạc thuyết đang lộ diện giữa Giáo hội sơ khai. Nhưng kiến sĩ giả hiệu làm biến tính Phúc âm của thánh Matthêu, chối Chúa Giêsu vừa là Chúa vừa là người. Để bác bỏ những sai lầm, vừa để bổ túc ba Phúc âm đã xuất hiện, Ngài viết cuốn thứ tư, trong đó, tình yêu Chúa Kitô đốt cháy lòng Ngài. Còn ba bức thư nữa thuộc về Ngài. Bức thư thứ I tóm tắt trọn mạc khải: "Thiên Chúa là tình yêu". "Chúng ta biết rằng: Thiên Chúa đã có, bây giờ chúng ta biết Ngài là ai. Ngài là cha yêu thương ta hết lòng và đòi ta yêu nhau". Và hướng ta về thực tại không thể kể ra được, Ngài nói: "các con thân yêu, ngay từ giờ này, chúng ta là con Thiên Chúa, nhưng ngày mai chúng ta như thế nào thì chưa tỏ lộ ra".
Về già, không đi được nữa, Ngài được mang tới nhà thờ. Ngài thường lặp lại: "các con hãy yêu thương nhau". Thấy Ngài nói mãi một điều, người ta kêu ca và Ngài trả lời: "Đó là lệnh truyền của Chúa, và như vậy là đủ".
Thánh Gioan là bổn mạng các văn sĩ và mọi người cầm viết.